# جوزيف تايلور
جوزيف تايلور (بالإنجليزية: Joseph Taylor)‏ (22 يوليو 1996 بأستراليا - ) هو لاعب كرة قدم أسترالي في مركز الهجوم. لعب مع نادي تامبينس روفرز وAC Castellana Calcio ‏.